# Gérard Rinaldi
Gérard Rinaldi (Parigi, 17 febbraio 1943 – Briis-sous-Forges, 2 marzo 2012) è stato un cantante, attore e doppiatore francese.

## Biografia
Gérard Rinaldi nacque a Parigi il 17 febbraio 1943. Membro fondatore de "Les Charlots", ha fatto parte del gruppo dal 1966 al 1986.
Muore il 2 marzo 2012 per un tumore all'età di 69 anni, nell'ospedale di Briis-sous-Forges (Essonne).

## Filmografia parziale
- 5 matti in mezzo ai guai (La Grande java), regia di Philippe Clair (1969)
- Cinque matti al servizio di leva (Les Bidasses en folie), regia di Claude Zidi (1971)
- Cinque matti allo stadio (Les Fous du stade), regia di Claude Zidi (1972)
- Cinque matti alla corrida (Les Charlots font l'Espagne), regia di Jean Girault (1972)
- Cinque matti al supermercato (Le Grand bazar), regia di Claude Zidi (1973)
- Più matti di prima al servizio della regina (Les quatre Charlots mousquetaires), regia di André Hunebelle (1974)
- Cinque matti alla riscossa (Les Charlots en folie: À nous quatre Cardinal!), regia di André Hunebelle (1974)
- Cinque matti vanno in guerra (Les Bidasses s'en vont en guerre), regia di Claude Zidi (1974)
- 005 matti: da Hong-Kong con furore (Bons baisers de Hong-Kong), regia di Yvan Chiffre (1975)
- Et vive la liberté!, regia di Serge Korber (1978)
- Cinque matti in delirio (Les Charlots en délire), regia di Alain Basnier (1979)
- Cinque matti contro Dracula (Les Charlots contre Dracula) regia di Jean-Pierre Desagnat (1980)
- Tre per tre (Le Retour des bidasses en folie), regia di Michel Vocoret (1983)
- Charlots connection, regia di Jean Couturier (1984)
- Discesa all'inferno (Descente aux enfers), regia di Francis Girod (1986)
- Le retour des Charlots, regia di Jean Sarrus (1992)

## Doppiaggio
Lista parziale del doppiaggio di Gérard Rinaldi per l'edizione francese, per lo più sono ridoppiaggi.

### Cinema
- Ben Kingsley in Thunderbirds, L'ultima legione, War, Inc., Love Guru, Shutter Island
- Burt Reynolds in Striptease, Hard Time, Hard Time: The Premonition, Hard Time: Hostage Hotel
- John Malkovich in Alive - Sopravvissuti, Nel centro del mirino, Mary Reilly
- Dustin Hoffman in I Heart Huckabees - Le strane coincidenze della vita, Vero come la finzione, Oggi è già domani
- Steve Martin in La piccola bottega degli orrori, Sperduti a Manhattan, Looney Tunes: Back in Action
- Pete Postlethwaite in Dragonheart, The Shipping News - Ombre dal profondo, The Town
- David Suchet in Decisione critica, Delitto perfetto, La rapina perfetta
- Stuart Wilson in Tartarughe Ninja III, Nemico pubblico
- Kelsey Grammer in Swing Vote - Un uomo da 300 milioni di voti, Middle Men
- Leslie Phillips in Harry Potter e la pietra filosofale, Harry Potter e la camera dei segreti
- Nirut Sirijanya in Una notte da leoni 2
- Laurence Olivier in Spartacus (ridoppiaggio)
- Philip Lenkowski in Amadeus
- Bob Peck in Jurassic Park

### Film d'animazione
- Pippo in Saludos Amigos e Bongo e i tre avventurieri (ridoppiaggio), In viaggio con Pippo, Estremamente Pippo, Topolino e i Cattivi Disney, Topolino, Paperino, Pippo: I tre moschettieri, Topolino - Strepitoso Natale!, Topolino e la magia del Natale, Canto di Natale di Topolino (ridoppiaggio), Il bianco Natale di Topolino - È festa in casa Disney
- Big Ben in La bella e la bestia (ridoppiaggio)
- Dr. G. Facciadolce Guanciamela in Tom & Jerry - Il film
- Clayton in Tarzan
- Cantante di quadriglia in Lucky Luke film, 1971
- Chef Louis in La sirenetta

## Doppiatori italiani
- Gabriele Calindri in Cinque matti al servizio di leva
- Massimo Turci in Cinque in mezzo ai guai, Cinque matti allo stadio, Cinque matti alla corrida, Cinque matti al supermercato, Più matti di prima al servizio della regina, Cinque matti vanno in guerra
- Carlo Romano in Più matti di prima al servizio della regina (voce narrante)

Da doppiatore è stato sostituito da: 
- Sergio Tedesco in Lucky Luke